# Маткович Микола Степанович
Микола Степанович Матко́вич (нар. 22 квітня 1900, Одеса — пом. 19 грудня 1973, Одеса) — український радянський художник театру.

## Біографія
Народився 9 [22] квітня 1900 року в місті Одесі (нині Україна). 1924 року закінчив Одеське художнє училище, де був учнем Володимира Мюллера.  
З 1925 року працював художником в Одеському українському музично-драматичному театрі імені Жовтневої революції. 
Помер в Одесі 19 грудня 1973 року.

## Творчість
Оформив вистави
- «Полум'ярі» Анатолія Луначарського (1925);
- «Любов Ярова» Костянтина Треньова (1927);
- «Диктатура» Івана Микитенка (1929, Харківський червонозаводський державний український драматичний театр);
- «Останні» Максима Горького (1936);
- «Розбійники» Фрідріха Шиллера (1954);
- «Камінний господар» Лесі Українки (1956);
- «Кремлівські куранти» Миколи Погодіна (1965);
- «Міщани» Максима Горького (1968).

Створював декорації в стилі авангардизму.